# Exetastes eithus
Exetastes eithus là một loài tò vò trong họ Ichneumonidae.